# ولونگونگ غربی، نیو ساوت ولز
ولونگونگ غربی (به انگلیسی: West Wollongong) یک حومه شهر در استرالیا است که در نیو ساوت ولز واقع شده‌است.